# Nazionale femminile di rugby a 7 della Papua Nuova Guinea
La nazionale di rugby a 7 femminile della Papua Nuova Guinea è la selezione femminile che rappresenta la Papua Nuova Guinea a livello internazionale nel rugby a 7.
La Papua Nuova Guinea non partecipa regolarmente a tutti i tornei delle World Rugby Sevens Series femminili e tra i suoi migliori risultati raggiunti vanta la qualificazione alla Coppa del Mondo 2018. Partecipa inoltre ai Giochi del Pacifico.

## Palmarès
- Giochi del Pacifico

Nouméa 2011: medaglia di bronzo
Port Moresby 2015: medaglia di bronzo
Apia 2019: medaglia di bronzo

## Partecipazioni ai principali tornei internazionali
- 2009: n.p.
- 2013: n.p.
- 2018: 15º posto

2011:  3º posto
2015:  3º posto
2019:  3º posto